# Kreuzeck
Kreuzeck är ett berg i Österrike.   Det ligger i distriktet Spittal an der Drau och förbundslandet Kärnten, i den centrala delen av landet, 290 km sydväst om huvudstaden Wien. Toppen på Kreuzeck är 2 701 meter över havet.
Terrängen runt Kreuzeck är huvudsakligen bergig, men den allra närmaste omgivningen är kuperad. Närmaste större samhälle är Obervellach, 13,2 km nordost om Kreuzeck. 
I omgivningarna runt Kreuzeck växer i huvudsak blandskog. Runt Kreuzeck är det ganska glesbefolkat, med 29 invånare per kvadratkilometer.